# Jomo Shimbun
O Jomo Shimbun (上毛新聞) é um jornal japonês publicado em Gunma fundado em 1887.